# Araneus obtusatus
Araneus obtusatus är en spindelart som först beskrevs av Karsch 1891.  Araneus obtusatus ingår i släktet Araneus och familjen hjulspindlar.
Artens utbredningsområde är Sri Lanka. Inga underarter finns listade i Catalogue of Life.